# Linköpings flygklubb
Linköpings Flygklubb, förkortad LFK, är en av Sveriges största flygklubbar med sina 350 medlemmar. Flygklubben grundades, i likhet med Jönköpings Flygklubb, 1933. Klubben har sin klubbstuga i anslutning till Linköping-Saabs flygplats. Flygplanskonstruktören Erik Bratt var länge aktiv i klubben. 

## Flygplan
Man äger sex flygplan varav fem stycken Piper PA-28 och en Piper PA-18. Flygplanen servas av klubbens egen flygtekniker.
- Piper PA-28-161 Cadet (registrering SE-KMH)
- Piper PA-28-181 Archer II (registrering SE-IUD)
- Piper PA-28-181 Archer II (registrering SE-KIT)
- Piper PA-28 161 Archer III (registrering SE-MMZ)
- Piper PA-28 161 Archer III (registrering SE-LRL)
- Piper PA-18-150 Super Cub (registrering SE-KEG)

## Utbildning
Flygklubben har utbildat mer än tusen privatflygare. Man anställde sin första kvinnliga flyglärare 1999. Flygklubben erbjuder flera typer av flygutbildning:
- Privatflygarcertifikat  (PPL)
- Mörkerbehörighet (NQ)
- Avancerad Flygning (AVA)
- Instrument Rating (IR)

## Eget flygbolag
Aeroklubben drev fram tills 2013 också sitt eget flygbolag Östgötaflyg som näst efter SAS var Sveriges äldsta flygbolag som fortfarande hade flygverksamhet.